# Hieracium klisurae
Hieracium klisurae là một loài thực vật có hoa trong họ Cúc. Loài này được Zahn mô tả khoa học đầu tiên.